# El Tambo (Paita)
El Tambo es un caserío peruano ubicado en el distrito de Amotape, perteneciente a la provincia de Paita del departamento de Piura, al norte del Perú. 

## Ubicación
El Tambo se ubica al norte de la provincia de Paita, en el distrito de Amotape, en el departamento de Piura. 

## Demografía
En 2017 El Tambo tenía una población de 1060 habitantes.
| Gráfica de evolución demográfica de El Tambo entre 1993 y 2017 |
|                                                                |
| Fuentes: Población 1993 y 2017                                 |